# 1973 Голяма награда на Великобритания
1973 Голяма награда на Великобритания е 24-то за Голямата награда на Великобритания и девети кръг от сезон 1973 във Формула 1, провежда се на 14 юли 1973 година на пистата Силвърстоун близо до град Силвърстоун, Великобритания.

## Репортаж
Въпреки записаните 30 състезатели за това състезание, организаторите решават да не ограничат стартовите места като всички пилоти си гарантират право на участие. Ферари отново фокусират вниманието си върху Джаки Икс, докато Макларън реши да участват с трима пилоти като голяма заслуга е представянето на Джоди Шектър във Франция. Освен наличието на трети Брабам BT42 за Андреа де Адамич, отборът продаде стария BT37 на Голди Хексагон за Джон Уотсън, който прави своя Гран При дебют, въпреки че първото му участие в състезание за Формула 1 е на Брандс Хетч преди година по време на нешампионатно състезание. Съртис също са с трети пилот в лицето на 26-годишния германец Йохен Мас, който е позната фигура във Формула 2 и Три, както и в състезанията за издръжливост.
Марч се раздели с Жан-Пиер Жарие, заради липса на пари отстрана на французина, а на негово място е нает 25-годишния британец Роджър Уилямсън, който е протеже на Том Уеткрофт. Джеймс Хънт и Дейвид Пърли също са записани за участие, както и завърналия се от контузия Майк Бютлър. Освен и завръщането на Текно с Крис Еймън, Исо Марлборо нае за съотборник на Хоудън Гънли, сънародника му Греъм Макрей, също позната фигура във Формула 2 и Формула 5000.

### Квалификация
След победата си в Пол Рикар, Рони Петерсон продължи страхотната си форма с пета пол-позиция, две десети по-бърз от втория Дени Хълм. Питър Ревсън се нареди трети пред претендентите за титлата Джеки Стюарт и Емерсон Фитипалди. Шектър, Франсоа Север, Карлос Ройтеман, Ники Лауда и Клей Регацони окупираха топ 10. Представянето на Хънт във Формула 1 отново изуми критиците си с 11-и резултат, докато Икс остана 19-и.

### Състезание
Колоната е намалена с един участник, след като Марч-а на Пърли се повреди по време на тренировката преди състезанието. Петерсон поведе колоната след старта, но към Бекетс, Стюарт излезе начело от четвърта позиция. Ройтеман излезе трети пред Шектър, Хълм, Север, Хънт, Ревсън и Регацони. Лауда и Джаки Оливър се удариха от което БРМ-а на австриеца е леко повреден за разлика от Шадоу-а на британеца, който отпада след този удари. Когато колоната премина завоя Уъдкът за втори път, Шектър загуби контрол върху машината си, след като настъпи тревата. Макларън-ът се удари в стената към боксовете и накрая болидът спря в състезателната линия. Хълм, Север и Хънт успяват да избегнат южно-африканеца, но Ревсън безпомощно удари задното крило на Шектър, от което се образува верижна реакция от приидващите пилоти. Червени знамена са развяти, за да сигнализират спиране на състезанието.
Девет болида са въвлечени в задръстването като де Адамич си счупи глезена, след удар в мантинелите. Въпреки сериозната контузия на италианеца, всички състезатели, замесени в инциденти излизат невредими. Някои от зрителите и членове от тимовете смятат, че Шектър спука гума при преминаването към завоя Уъдкът, но повечето смятат че това е поради липса на концентрация.
Четиридесет минути по-късно е обявено рестартиране на състезанието, без де Адамич, Шектър, Майк Хейлууд, Карлос Паче, Мас, Джордж Фолмър, Уилямсън и Жан-Пиер Белтоаз. Останалите 19 състезатели застават на местата си от първия старт, оставяйки празни места на тези които не стартират. Петерсон отново поведе, но този път Лауда успя да се промъкне зад лидера, пред Стюарт, Фитипалди, Хълм, Ревсън, Север, Регацони, Хънт и Гънли. Макрей отпадна моментално, след като отломки които не са почистени повредиха клапаните в двигателя.
Стюарт успя да изпревари Лауда във втората обиколка и започна да намалява преднината на Петерсон, но когато шотландеца се опита да изпревари Лотус-а в седмата обиколка, той загуби контрол върху Тирел-а след като пропусна да смени предавките, връщайки се на 13-о място. През това време Фитипалди изпревари Лауда за второ място, след което австриеца загуби позиции и от двата Макларън-а, но Север намери Лауда труден за изпреварване. Това даде шанс на Хънт да се доближи до французина. Съотборникът му Стюарт е принуден да спре в бокса, след като предното крило е напът да се откачи, заради което механиците трябват да наместят крилото обратно към първоначалната си позиция. Докато това се случва, Еймън се присъедини към списъка с отпадналите, след като горивната система го предаде, а Греъм Хил и Уотсън спират за поправка на своите болиди.
Лауда продължи с пропадането, след като Хънт, Север и Ройтеман изпреварват австриеца. Ревсън успя да намери ритъма си и успя да мине пред Емерсон Фитипалди, докато двамата намаляват от разликата на Петерсон. От друга страна Хълм е преследван от Хънт като са зад Стюарт, който е с обиколка назад след спирането му в бокса. Лауда спря в бокса за нови гуми, докато проблем в шасито на Шадоу-а на Хил, означи края на състезанието и за него. В 34-та обиколката разликата между Петерсон, Ревсън и Фитипалди е две секунди, преди лек дъжд да направи трасето хлъзгаво. Докато всички пилоти се борят да останат на трасето, Фитипалди отпада в 37-ата обиколка, след като загуби контрол върху задните си гуми, а Хънт успя да мине пред Хълм. В 39-а обиколка Ревсън успя да изпревари останалия Лотус на Петерсон за да поеме лидерството, оставяйки шведа да се бори срещу Хънт, докато Уилсън Фитипалди напуска пет обиколки по-късно, поради повреда в двигателя. Хълм успя да си върне позицията си от Хънт, след като трасето започва да изсъхва в 56-а обиколка, след което преследва Лотус-а на Петерсон. От своя страна шведа отговори на темпото, зададено от новозеландеца, което помогна да намали преднината на Ревсън, който не е притеснен от ситуацията.
Така американецът пресича финалната права на почти три секунди, за своята първа победа. Петерсон удържа на атаките на Хълм за втора позиция, докато Хънт завърши зад двойката пилоти. Север и Ройтеман заеха последните точки, докато Стюарт завърши 10-и, но запазвайки водачеството си в класирането при пилотите. Последен завърши Инсайн-а на Рики фон Опел на шест обиколки от победителя.

## Класиране
| Поз | No | Пилот             | Конструктор      | Обиколки | Време/Отпадане  | Място | Точки |
| --- | -- | ----------------- | ---------------- | -------- | --------------- | ----- | ----- |
| 1   | 8  | Питър Ревсън      | Макларън-Форд    | 67       | 1:29:18.5       | 3     | 9     |
| 2   | 2  | Рони Петерсон     | Лотус-Форд       | 67       | + 2.8           | 1     | 6     |
| 3   | 7  | Дени Хълм         | Макларън-Форд    | 67       | + 3.0           | 2     | 4     |
| 4   | 27 | Джеймс Хънт       | Марч-Форд        | 67       | + 3.4           | 11    | 3     |
| 5   | 6  | Франсоа Север     | Тирел-Форд       | 67       | + 36.6          | 7     | 2     |
| 6   | 10 | Карлос Ройтеман   | Брабам-Форд      | 67       | + 44.7          | 8     | 1     |
| 7   | 19 | Клей Регацони     | БРМ              | 67       | + 1:11.7        | 10    |       |
| 8   | 3  | Джеки Икс         | Ферари           | 67       | + 1:17.4        | 19    |       |
| 9   | 25 | Хоудън Гънли      | Исо Малборо-Форд | 66       | + 1 Об.         | 18    |       |
| 10  | 5  | Джеки Стюарт      | Тирел-Форд       | 66       | + 1 Об.         | 4     |       |
| 11  | 15 | Майк Бютлър       | Марч-Форд        | 65       | + 2 Об.         | 24    |       |
| 12  | 21 | Ники Лауда        | БРМ              | 63       | + 4 Об.         | 9     |       |
| 13  | 28 | Рики фон Опел     | Инсайн-Форд      | 61       | + 6 Об.         | 21    |       |
| Отп | 11 | Уилсън Фитипалди  | Брабам-Форд      | 44       | Теч-масло       | 13    |       |
| Отп | 1  | Емерсон Фитипалди | Лотус-Форд       | 36       | Трансмисия      | 5     |       |
| Отп | 29 | Джон Уотсън       | Брабам-Форд      | 36       | Горивна система | 23    |       |
| Отп | 12 | Греъм Хил         | Шадоу-Форд       | 24       | Шаси            | 27    |       |
| Отп | 22 | Крис Еймън        | Техно            | 6        | Горивна система | 29    |       |
| Отп | 30 | Джоди Шектър      | Макларън-Форд    | 0        | Сблъсък         | 6     |       |
| Отп | 23 | Майк Хейлууд      | Съртис-Форд      | 0        | Сблъсък         | 12    |       |
| Отп | 31 | Йохен Мас         | Съртис-Форд      | 0        | Сблъсък         | 14    |       |
| Отп | 24 | Карлос Паче       | Съртис-Форд      | 0        | Сблъсък         | 15    |       |
| Отп | 20 | Жан-Пиер Белтоаз  | БРМ              | 0        | Сблъсък         | 17    |       |
| Отп | 9  | Андреа де Адамич  | Брабам-Форд      | 0        | Сблъсък         | 20    |       |
| Отп | 14 | Роджър Уилямсън   | Марч-Форд        | 0        | Сблъсък         | 22    |       |
| Отп | 16 | Джордж Фолмър     | Шадоу-Форд       | 0        | Сблъсък         | 25    |       |
| Отп | 17 | Джаки Оливър      | Шадоу-Форд       | 0        | Сблъсък         | 26    |       |
| Отп | 26 | Греъм Макрей      | Исо Малборо-Форд | 0        | Дросел          | 28    |       |
| Отп | 18 | Дейвид Пърли      | Марч-Форд        | 0        | Завъртане       | 16    |       |

## Класиране след състезанието
| Поз | Пилот             | Точки |
| --- | ----------------- | ----- |
| 1   | Джеки Стюарт      | 42    |
| 2   | Емерсон Фитипалди | 41    |
| 3   | Франсоа Север     | 33    |
| 4   | Рони Петерсон     | 25    |
| 5   | Дени Хълм         | 23    |
| 6   | Питър Ревсън      | 20    |
| 7   | Карлос Ройтеман   | 8     |
| 8   | Джаки Икс         | 8     |

| Поз | Конструктор   | Точки   |
| --- | ------------- | ------- |
| 1   | Лотус-Форд    | 58 (62) |
| 2   | Тирел-Форд    | 53 (57) |
| 3   | Макларън-Форд | 35      |
| 4   | Брабам-Форд   | 12      |
| 5   | Ферари        | 12      |
| 6   | Шадоу-Форд    | 5       |
| 7   | БРМ           | 5       |
| 8   | Марч-Форд     | 4       |